# Rezerwat przyrody Las Jabłoniowy
Rezerwat przyrody Las Jabłoniowy – leśny rezerwat przyrody, położony w gminie Sulejów, w powiecie piotrkowskim, w województwie łódzkim.
Znajduje się w Sulejowskim Parku Krajobrazowym wchodzącym w skład Zespołu Parków Krajobrazowych Województwa Łódzkiego. Stanowi obszar lasu o łącznej powierzchni 19,63 ha (do czasu powiększenia z 2024 powierzchnia wynosiła 19,03 ha, zaś akt powołujący podawał 19,04 ha). W 2024 ustanowiono też otulinę mającą 3,45 ha.
Rezerwat został utworzony Zarządzeniem Ministra Ochrony Środowiska, Zasobów Naturalnych i Leśnictwa 12 listopada 1996 r. (MP nr 75/96, poz. 682).
Celem ochrony rezerwatu jest zachowanie ze względów naukowych, dydaktycznych i krajobrazowych ciągłości istnienia populacji dzikich gatunków drzew i krzewów owocowych, a w szczególności jabłoni leśnej i gruszy pospolitej, a także głogu. Populacje tych gatunków są dość stabilne, występują pod okapem drzewostanu sosnowego i dość dobrze się pod nim odnawiają. Poszczególne osobniki są dość zróżnicowane pod względem wysokości i grubości – niektóre dorastają do podstawy koron sosen. W drzewostanie rezerwatu występują również takie gatunki jak: dąb szypułkowy, brzoza brodawkowata, lipa drobnolistna, grab, dąb bezszypułkowy, osika i świerk. Poza wyżej wspomnianymi gatunkami występują tu również krzewy: porzeczka czerwona, agrest.
Na florę rezerwatu składa się ok. 80 gatunków roślin naczyniowych i 15 gatunków mszaków. Najciekawsze z nich to: gwiazdnica długolistna i wawrzynek wilczełyko.
Według obowiązującego planu ochrony ustanowionego w 2011 roku (zmienionego w 2014), obszar rezerwatu objęty jest ochroną czynną.